# V544 Возничего
V544 Возничего (лат. V544 Aurigae) — двойная затменная переменная звезда типа W Большой Медведицы (EW) в созвездии Возничего на расстоянии (вычисленном из значения параллакса) приблизительно 6289 световых лет (около 1928 парсеков) от Солнца. Видимая звёздная величина звезды — от +16,5m до +16,17m. Орбитальный период — около 0,5585 суток (13,404 часов).

## Характеристики
Первый компонент — оранжевая звезда спектрального класса K. Радиус — около 1,84 солнечного, светимость — около 1,678 солнечной. Эффективная температура — около 4846 К.
Второй компонент — оранжевая звезда спектрального класса K.